# Napfény (film)
A Napfény (eredeti cím: Sunshine) 2007-ben bemutatott sci-fi thriller Danny Boyle rendezésében. A forgatókönyvet Alex Garland írta, aki harmadik alkalommal dolgozott együtt a rendezővel: Boyle A part című filmjéhez Garland regénye szolgált alapul, a 28 nappal később forgatókönyvét pedig Garland írta.
A Napfény 2007 áprilisában került a mozikba világszerte, egyedül az Amerikai Egyesült Államokban kellett a nézőknek nyárig várnia, ami gyakori a brit filmek esetében. A 20th Century Fox és nemzetközi cégei forgalmazzák a filmet, Magyarországon az InterCom mutatta be.

## Cselekmény
|  | Alább a cselekmény részletei következnek! |

2057-ben a Nap haldoklik, így a Föld lehűlés elé néz. Egy űrhajó, az Ikarusz II nyolcfős legénységgel indul útnak az emberiség utolsó reményeként, hogy egy Manhattan méretű nukleáris bombával újraindítsa az égitestet. Hét évvel ezt megelőzően egy másik hajó, az Ikarusz I hasonló küldetéssel hagyta el bolygónkat, azonban megszakadt vele a kapcsolat, és a bomba felrobbantása nem sikerült. Mikor a második csapat olyan közelségbe ér a Naphoz, hogy az erős rádióhullámok miatt megszűnik az összeköttetés otthonukkal, felfedeznek egy segélykérő jelzést a hét éve eltűnt hajóról. Egy nehéz döntést követően, melynek meghozása a bomba irányításáért felelős fizikusra, Capára hárult, a legénység pályát változtat a veszteglő hajó felé, hogy a rajta lévő, feltehetőleg sértetlen bombával megduplázzák esélyeiket, hiszen a töltet okozta hatások a csillagban nagyrészt elméletiek.
Az események szinte azonnal a katasztrofális felé sodródnak. Mikor az új röppályát számítja ki, Trey figyelmen kívül hagyja a hőpajzsok dőlési szögét, így az átálláskor a napsugarak károsodást okoznak rajtuk. A javítási kísérlet során a kapitány, Kaneda életét veszti, az oxigénkertet, s vele az oxigéntartalékokat pedig elpusztítja a beszűrődő napfény okozta tűz. Treyt bűntudat gyötri, így Searle, a pszichológus javaslatára nyugtatóra teszik, hogy megelőzzék öngyilkossági kísérletét. Az új röppályán haladva az Ikarusz II megközelíti az Ikarusz I dokkját. A jelek szerint az Ikarusz I legénysége felhagyott küldetésével (alkalmazkodva „Isten akaratához”, ahogy Pinbacker kapitánytól hallható egy felvételen), üzemképtelenné tették a számítógépet, ami által a bomba használhatatlanná vált, majd végeztek magukkal. Mielőtt a felderítőcsapat visszatérne az Ikarusz II-re, a két hajót összekötő légzsilip megsemmisül. Az egyetlen rendelkezésre álló űrruhára Capa elsőbbséget élvez, azonban Searle kénytelen hátramaradni, hogy manuálisan nyissa meg a kabint. Harvey, a másodtiszt az űrbe vész, mikor a nyomás kiszippantja Capát, akibe ő és Mace, a technikus kapaszkodik. Mace keze kis híján teljesen megfagy az ugrásnál. A legénység vészes dilemmával szembesül: a fennmaradó oxigén nem lesz elég ötüknek feladatuk teljesítéséhez. Számításaikat követően arra jutnak, hogy a többiek életbenmaradása érdekében Treynek meg kell halnia. Azonban Trey már felébredt nyugalmi állapotából és megölte magát, így a többieknek elegendő levegőjük marad a küldetés bevégzéséhez, ám a hazaútra már nem.
A számítógép felkavaró figyelmeztetését követően, miszerint egy ismeretlen ötödik személy van a fedélzeten, Capa a kilátóban az Ikarusz I kapitányát, Pinbackert találja, aki most is ugyanolyan háborodott, mint a korábban látott felvételen; bezárja Capát egy légzsilipbe, miután éles vágást ejt a fizikus mellkasán, szabotálja a hajót irányító számítógépet, megöli Corazont, az Ikarusz II botanikusnőjét, miközben az az oxigénkertje romjain kutat, a pilótát, Cassie-t pedig a hajó rakteréig üldözi. Mace helyrehozza a számítógépet annyira, hogy visszajöjjön az energia, azonban a folyamat közepette a hűtőfolyadék tartályában ragad a lába és halálra fagy. A bombát már csak kézi irányítással lehet élesíteni és kilőni. Capa kijut a zsilipből, kiengedi a töltetet és még időben visszatér a hajóra. Miután rátalál Cassie-re és szembekerül Pinbackerrel, sikeresen detonálja a bombát. Capa a bomba növekvő hatássugara és a feltűnő napfelszín között áll. Utolsó pillanatait a szeme előtt megnyilvánuló fantasztikus látványban való gyönyörködéssel tölti.
A Föld hófödte felszínén, nyolc perccel később, Capa húga bátyja utolsó üzenetét nézi. A halványodó Nap hirtelen fénnyel telik meg.
|  | Itt a vége a cselekmény részletezésének! |

## Szereplők
| Szereplő    | Színész          | Magyar hang      |
| ----------- | ---------------- | ---------------- |
| Cassie      | Rose Byrne       | Ruttkay Laura    |
| Searle      | Cliff Curtis     | Anger Zsolt      |
| Mace        | Chris Evans      | Schmied Zoltán   |
| Harvey      | Troy Garity      | Damu Roland      |
| Capa        | Cillian Murphy   | Posta Victor     |
| Kaneda      | Szanada Hirojuki | Debreczeny Csaba |
| Pinbacker   | Mark Strong      | Király Attila    |
| Trey        | Benedict Wong    | Szente Vajk      |
| Corazon     | Michelle Yeoh    | Pikali Gerda     |
| Capa nővére | Paloma Baeza     |                  |
| Ikarusz     | Chapo Chung      | Sallai Nóra      |

## Háttér
2005 márciusában, a Milliók után Danny Boyle rendező megkezdte a Napfény előkészületeit, azt tervezve, hogy júliusban kezdetét vehetik a munkálatok. Alex Garland írta a forgatókönyvet, aki már dolgozott együtt Boyle-lal: A part című film alapjául szolgáló regényt, valamint a 28 nappal később forgatókönyvét Garland írta. 2005 júniusában Michelle Yeoh, Cillian Murphy és Chris Evans színészek kezdtek tárgyalásokat a Fox Searchlight stúdióval, ami a forgatás kezdetét még arra a nyárra tűzte ki a későbbiekben, az Egyesült Királyságban. Miután Rose Byrne, Hiroyuki Sanada, Cliff Curtis, Troy Garity és Benedict Wong is csatlakozott a szereplőkhöz, a felvételek megkezdését 2005. augusztus 23-ára jelentették be, londoni helyszíneken. A film díszleteit a Three Mills stúdióban építették fel az angol főváros keleti végén. Ez 17 díszletet, 8 színpadot, részletes modelleket és három forgatócsoportot foglalt magában. A rendező úgy döntött, a karakterek űrruhája sárga színű lesz, hogy a Napfény ezzel is megkülönböztetett legyen a science fiction-rajongók számára. A producerek arra kérték a színészeket, hogy amerikai akcentussal beszéljenek az amerikai közönség megnyerése érdekében.
2006. június 21-én a Fox Searchlight feltette a film előzetesét a Napfény hivatalos filmblogjára, majd 2007 januárjától az Egyesült Királyság mozijaiban is látható volt a Casino Royale és a Fehér zaj második része előtt.